# Henri-Alexandre Junod

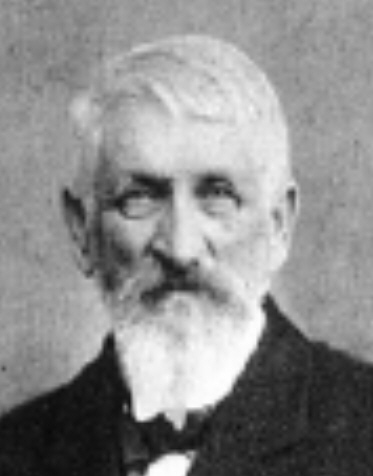
Henri-Alexandre Junod

Henri-Alexandre Junod (auch: Henri Alexandre Junod oder Henri A. Junod; * 17. Mai 1863 in Saint-Martin, Gemeinde Chézard-Saint-Martin; † 22. April 1934 in Genf) war ein französischsprachiger schweizerischer evangelischer Theologe, Ethnologe, Sprachwissenschaftler und Südafrika-Missionar. 

## Leben
Junod war ein Pastorensohn und studierte an der Universität in Neuenburg Theologie. Von 1889 bis 1896 war er als Missionar in Rikatla tätig.
Sein Werk The Life of a South African Tribe („Das Leben eines südafrikanischen Stammes“), das zuerst 1898 auf französisch unter dem Titel Les Ba-Ronga erschien, gilt als ein Klassiker der Ethnologie. Die erste erweiterte englische Ausgabe folgte 1912/13, die maßgebliche Ausgabe erschien 1927. In dem Buch wird das Leben der Bantu-Stämme der Tonga (Batonga) und Ronga (Baronga) im Grenzgebiet von Mosambik, Südafrika und Sambia vom späten 18. Jahrhundert bis zum Jahr 1927 detailliert beschrieben, allerdings unter Vernachlässigung der schon seit 1850 einsetzenden Arbeitsmigration junger Männer nach Südafrika, ihrer Folgen und des deutlichen Einflusses der Europäer in der Region, deren Abbildung auf Fotografien er sorgsam vermied.

## Hauptwerk
- Henri Alexandre Junod: The Life of a South African Tribe.
  - Bd. 1: The social life
  - Bd. 2: The psychic life
    - Ausgaben des Werkes:
      - Les Ba-Ronga, 1898 (frz.)
      - The Life of a South African Tribe. Neuchatel, Attinger Freres, 1912–13. 2 Bände (Eine erweiterte englische Übersetzung.)
      - The Life of a South African Tribe. London 1927 (maßgebliche Ausgabe)
      - Moeurs et coutumes des Bantous. La vie d'une tribu sud-africaine. Paris: Payot, 1936. 2 Bände

## Weitere Werke
- Grammaire Ronga (1896)
- Chants et les contes des ba ronga. Lausanne,  Georges Brideel & Co, 1897
- Sidschi. Kultur und Christentum und das Problem der schwarzen Rasse. Leipzig, Hinrichs'che Buchhandlung, 1911
- Le probleme indigene dans l'union sud africaine. Lausanne: Mission suisse dans l'afrique du sud, 1931
- Ernest Creux et Paul Berthoud. Les fondateurs de la Mission Suisse dans l'Afrique du Sud. Lausanne, 1933